# زاك جاكوبسون
زاك جاكوبسون (بالإنجليزية: Zach Jacobson)‏ هو لاعب كرلنغ أمريكي، ولد في 12 ديسمبر 1984 في لانغدون في الولايات المتحدة.

## وصلات خارجية
- زاك جاكوبسون على موقع الاتحاد الدولي للكرلنغ (الإنجليزية)
- زاك جاكوبسون على موقع اللجنة الأولمبية والبارالمبية الأمريكية (الإنجليزية)